# Gerrhosaurus major
Gerrhosaurus major là một loài thằn lằn trong họ Gerrhosauridae. Loài này được Duméril mô tả khoa học đầu tiên năm 1851.

## Hình ảnh

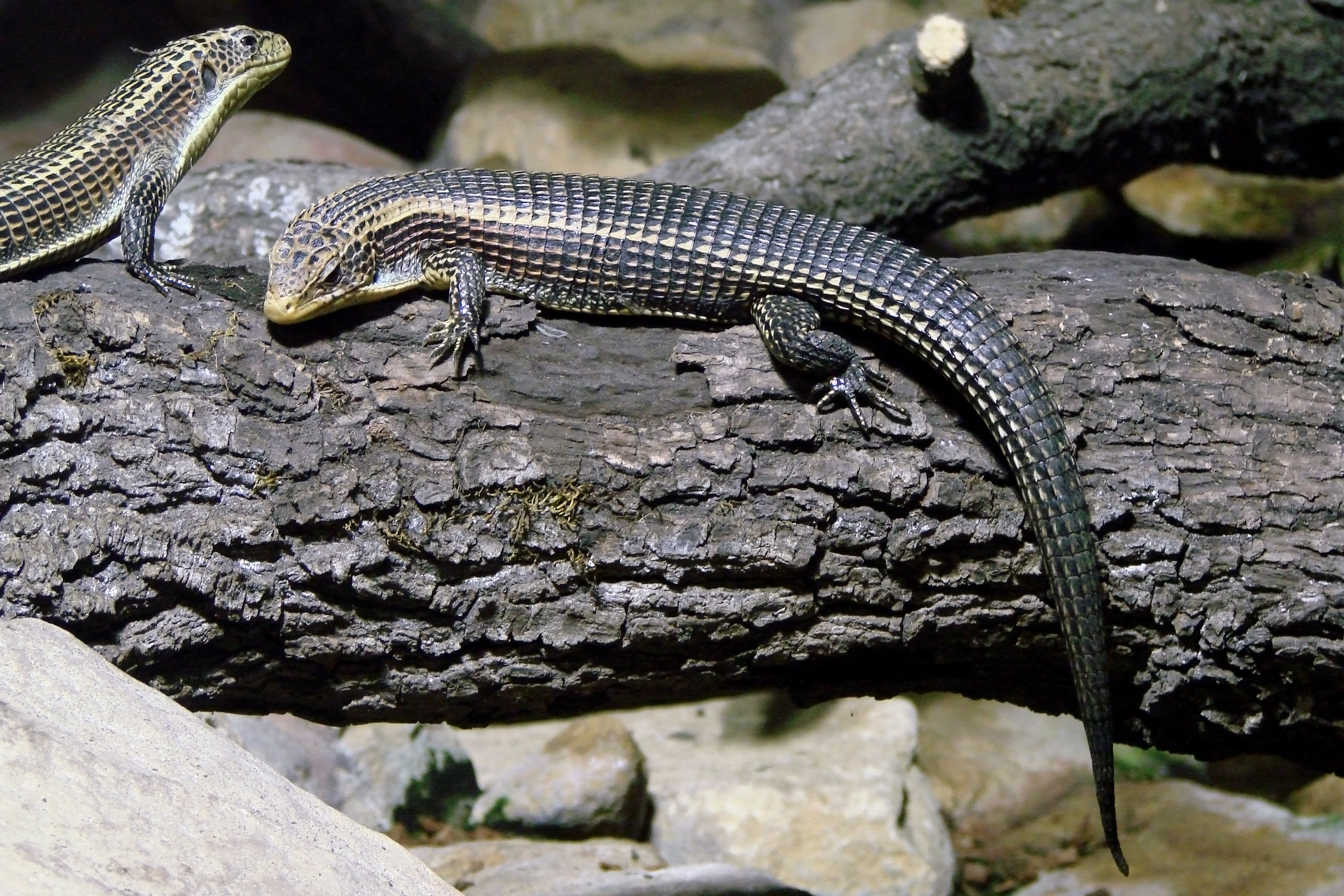
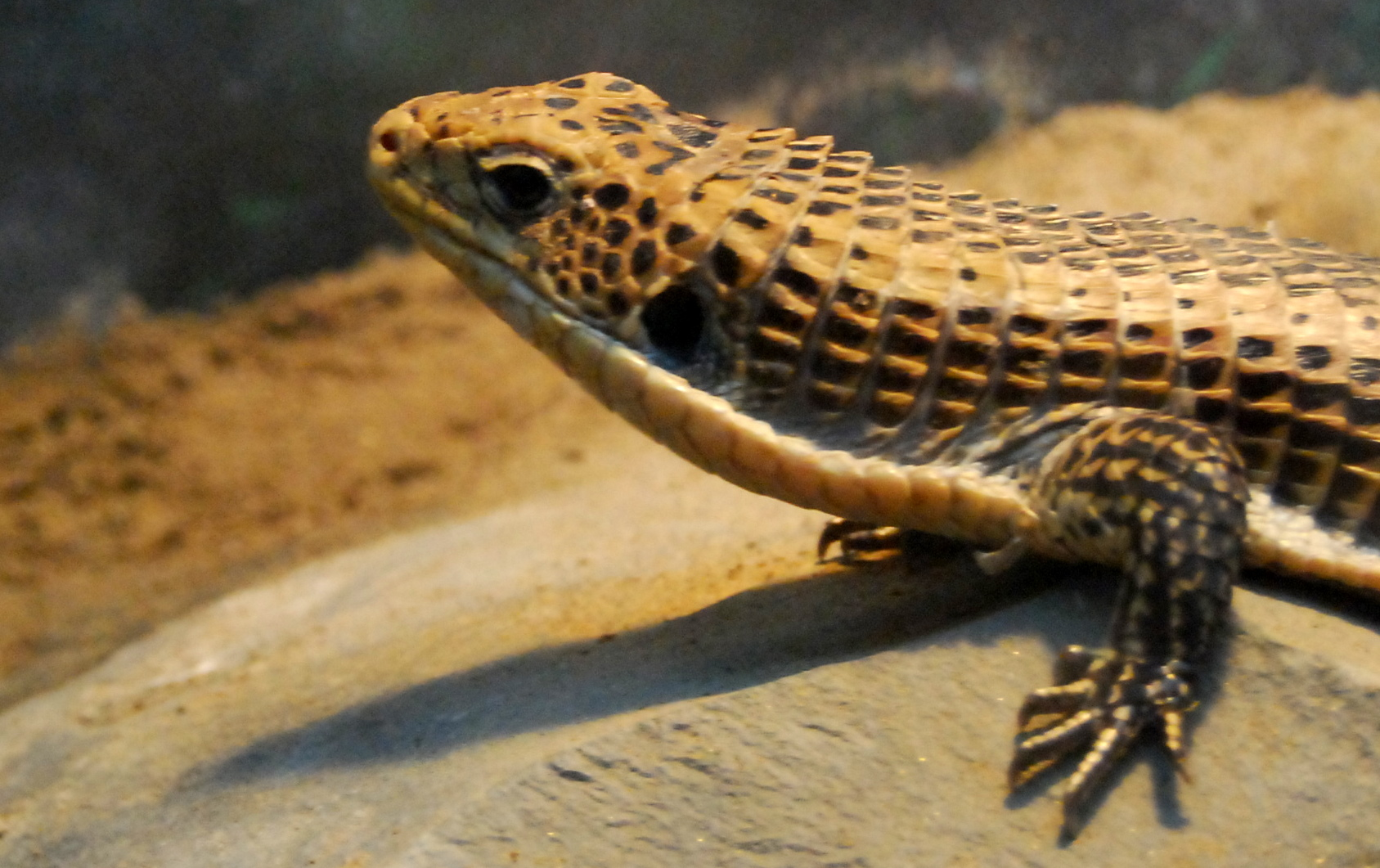
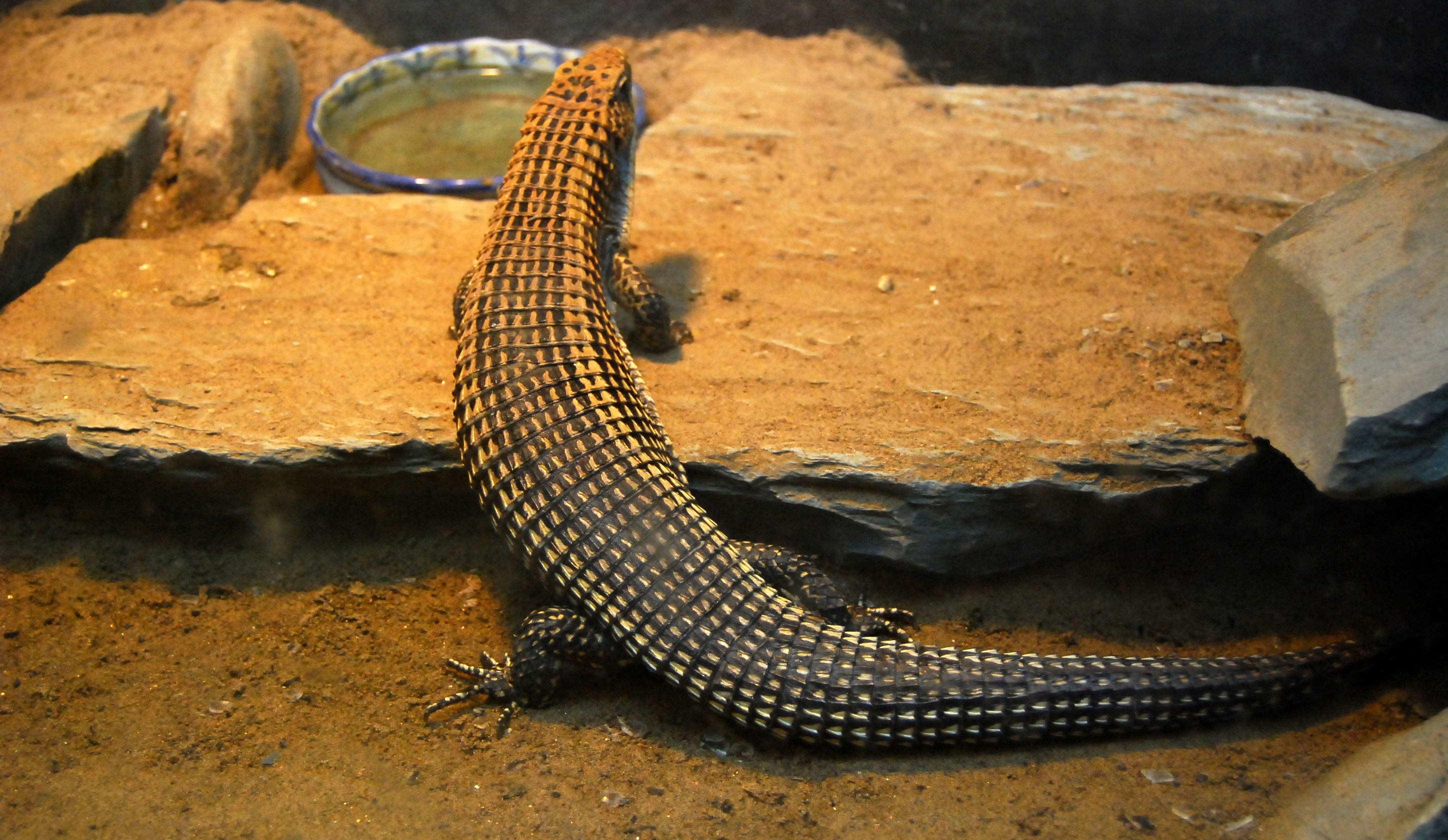
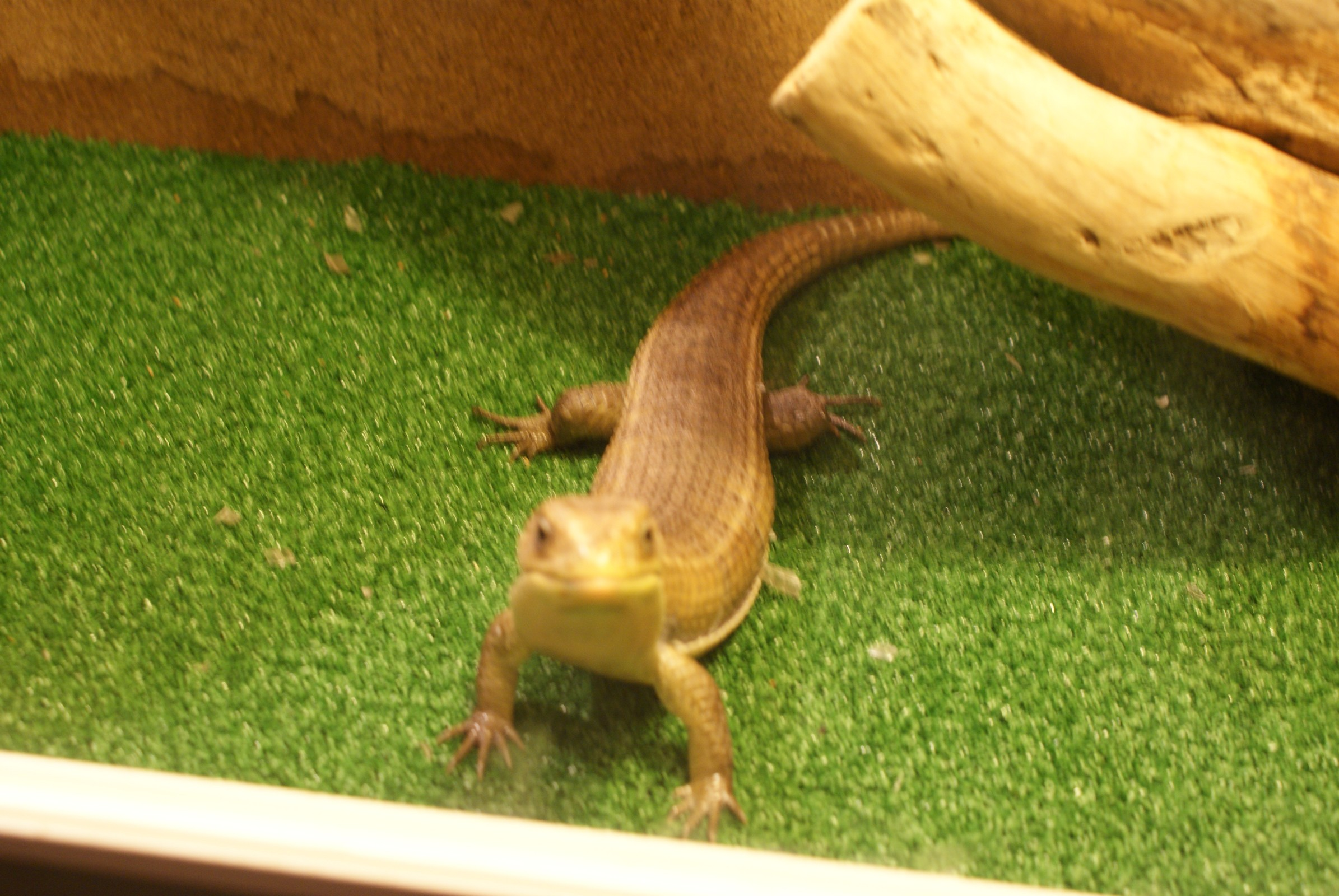